# Crusaders
Pour les articles homonymes, voir Crusader et Crusaders (homonymie).
Maillots
Actualités
Dernière mise à jour : 21 juin 2025.
Les Crusaders (anciennement les Canterbury Crusaders) sont une franchise néo-zélandaise de rugby à XV qui est basée à Christchurch et évolue dans le Super Rugby. Il s'agit de l'équipe la plus titrée dans cette compétition. La franchise représente les fédérations provinciales de Buller, Canterbury, Mid-Canterbury, South Canterbury, Tasman, et West Coast. Les Crusaders évoluent à domicile essentiellement au AMI Stadium (anciennement Jade Stadium).
Créée en 1996, pour représenter le nord de l'Île du Sud (l'une des deux îles principales de la Nouvelle-Zélande) dans le Super 12, l'équipe connaît de grosses difficultés la première saison et termine dernière. L'année suivante, elle améliore ses performances pour terminer sixième. L'équipe remporte trois titres d'affilée entre 1998 et 2000 alors qu'elle dispute les finales chez l'adversaire. Un nouveau titre est décroché en 2002 en restant invaincu toute la saison, puis l'équipe atteint la finale à deux reprises en 2003 et 2004. Enfin lors de la dernière saison du Super 12 (qui devient en 2006 le Super 14), les Crusaders remportent un cinquième titre. Ils inaugurent en 2006 le Super 14 avec une nouvelle victoire en finale contre les Hurricanes 19-12. En 2007, ils sont battus en demi-finale par les Bulls, les futurs vainqueurs.
L'équipe des Crusaders est la plus titrée dans le Super Rugby avec treize titres, ainsi que deux Super Rugby Aotearoa en 2020 et 2021, et ils détiennent le record de points et d'essais réalisés dans un match lors de leur victoire 96-19 contre les Waratahs en 2002. Côté joueurs, d'autres performances sont à noter : Andrew Mehrtens a inscrit le plus grand nombre de points en une saison de Super 12 (206 en 1998), Daniel Carter a le plus grand nombre de points inscrits en Super 14 (221 en 2006). Enfin, trois joueurs des Crusaders ont été élus joueur de l'année par l'IRB : Daniel Carter (2005, 2012 et 2015), Kieran Read (2013) et Richie McCaw (2006, 2009 et 2010).

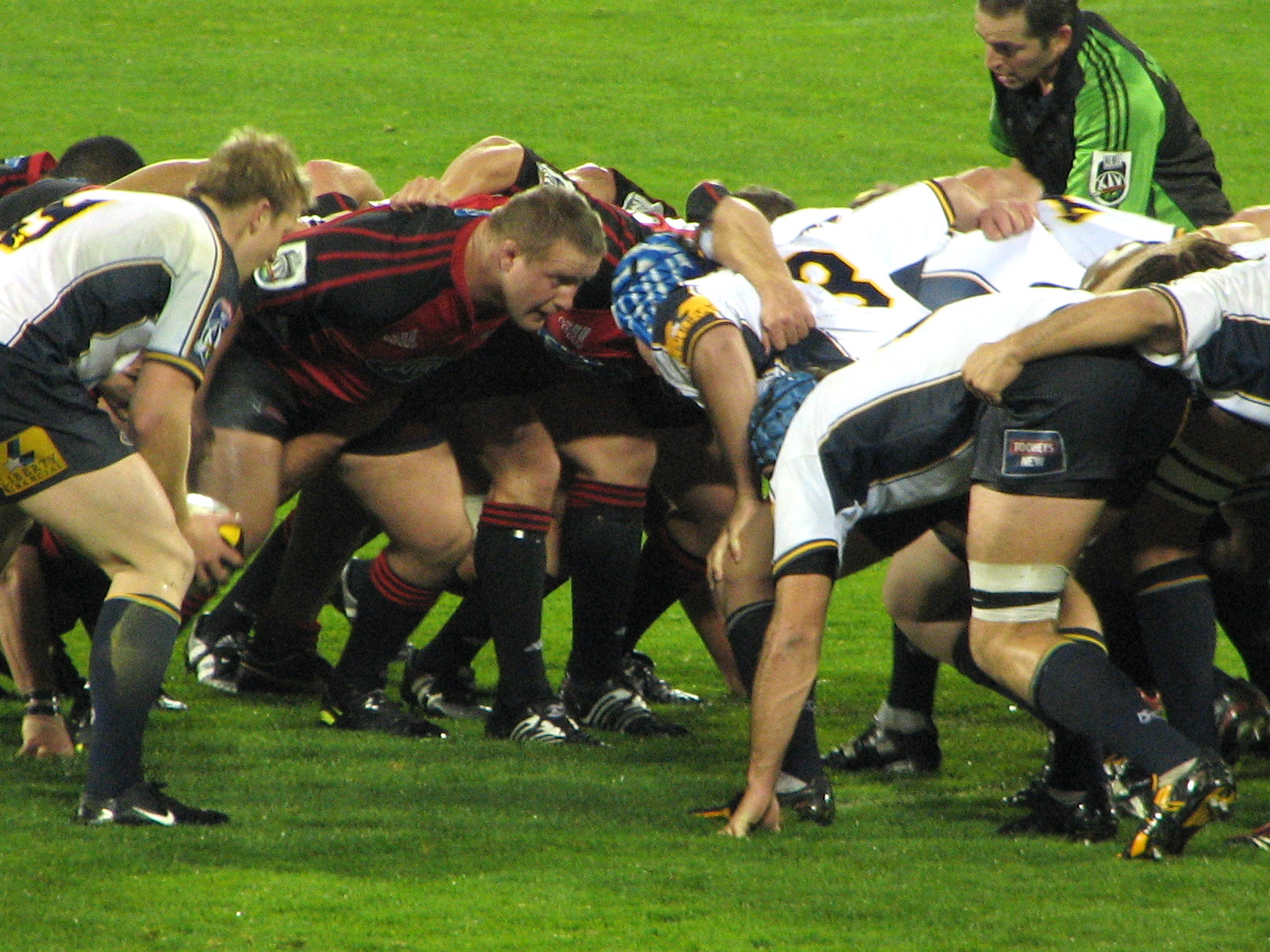
La mêlée des Crusaders contre les Brumbies en mai 2006

## Histoire

### Les débuts difficiles: 1996-1997
La franchise des Crusaders est créée pour représenter l'une des cinq franchises néo-zélandaises lors de l'édition inaugurale du Super 12 en 1996. Appelée les Canterbury Crusaders, ils représentent alors les fédérations provinciales de Buller, Canterbury, Mid-Canterbury, South Canterbury, Tasman, et West Coast,. Le capitaine des Crusaders est alors Richard Loe et l'entraîneur est Vance Stewart (en). Les Crusaders ont lutté durant la saison inaugurale et ont terminé en bas de tableau avec seulement deux victoires. Les Crusaders disputent la première année du Super 12 et avec seulement deux victoires, ils terminent derniers au classement.
Ces résultats conduisent à changer de capitaine et d'entraîneur l'année suivante avec Todd Blackadder succédant à Loe comme capitaine et Wayne Smith qui devient entraîneur. Avec cinq victoires, l'équipe progresse et termine à la sixième place. L'amélioration a été particulièrement évidente lors de la courte défaite 28-29 contre les champions en titre les Blues, pour une défaite concédée 49-18 l'année précédente. Les Blues gagneront de nouveau le trophée en 1997. Lors du dernier match de la saison, les Crusaders battent les Queensland Reds 48-3 à Lancaster Park, aujourd'hui appelé AMI Stadium.

### Âge d'or: triplé 1998-2000
En 1998, les Crusaders remportent leur premier titre malgré un départ difficile où sur quatre rencontres, ils concèdent trois défaites. Ils se qualifient pour les demi-finales grâce à sept victoires consécutives qui les conduisent à la seconde place du championnat. En demi-finale, ils accueillent les Coastal Sharks qu'ils battent 36-32. En finale à l'Eden Park, les Crusaders sont opposés aux Blues qui sont donnés favoris. Ces derniers sont menés 3-0 à la mi-temps, avant de prendre le dessus à la 53e minute (10-3 pour les Blues). Norm Maxwell inscrit un essai pour les Crusaders et il remet les équipes à égalité 10-10, puis après une pénalité de chaque côté, le score est de 13-13. À ce moment-là, Andrew Mehrtens envoie James Kerr à l'essai à une minute de la fin du temps réglementaire et après sa transformation, les Crusaders remportent le match 20-13. Andrew Mehrtens aura inscrit 206 points au cours de la saison (record du Super 12). À leur retour, les Crusaders fêtent le titre dans une parade à Christchurch où 100 000 personnes les attendent.
En 1999, ils remportent de nouveau le trophée malgré une quatrième place finale de la saison régulière acquise in extremis grâce à quatre victoires lors des quatre derniers matchs,. Qualifiés pour les demi-finales, ils écartent les Queensland Reds (pourtant premiers de la saison régulière) et ils battent en finale les Otago Highlanders (aujourd'hui appelés les Highlanders). Cette finale s'est déroulée de nouveau chez l'adversaire des Crusaders, mais cela ne les a pas empêchés de s'imposer 24-19 avec un essai décisif où Afato So'oalo (en) transmet le ballon à Jeff Wilson qui inscrit l'essai,.
Après la défaite des All Blacks en demi-finale de la Coupe du monde 1999, Wayne Smith succède à John Hart au poste de sélectionneur de l'équipe de Nouvelle-Zélande. Robbie Deans prend la place donc de Smith au poste d'entraîneur des Crusaders. Pour sa première saison, il leur permet de remporter un troisième titre d'affilée en Super 12. Après avoir fini second du championnat, ils battent 37-15 les Highlanders au Jade Stadium à domicile,, notamment grâce à deux essais de Marika Vunibaka dans les vingt dernières minutes. En finale contre les Brumbies à Canberra en Australie, malgré un temps exécrable avec du grésil et de la neige, Mehrtens permet à son équipe de mener 12-6 à la mi-temps. Au retour des vestiaires, les Brumbies reviennent dans le match et mènent 19-17, Mehrtens réussit de nouveau une pénalité pour donner la victoire aux siens sur le score de 20-19.

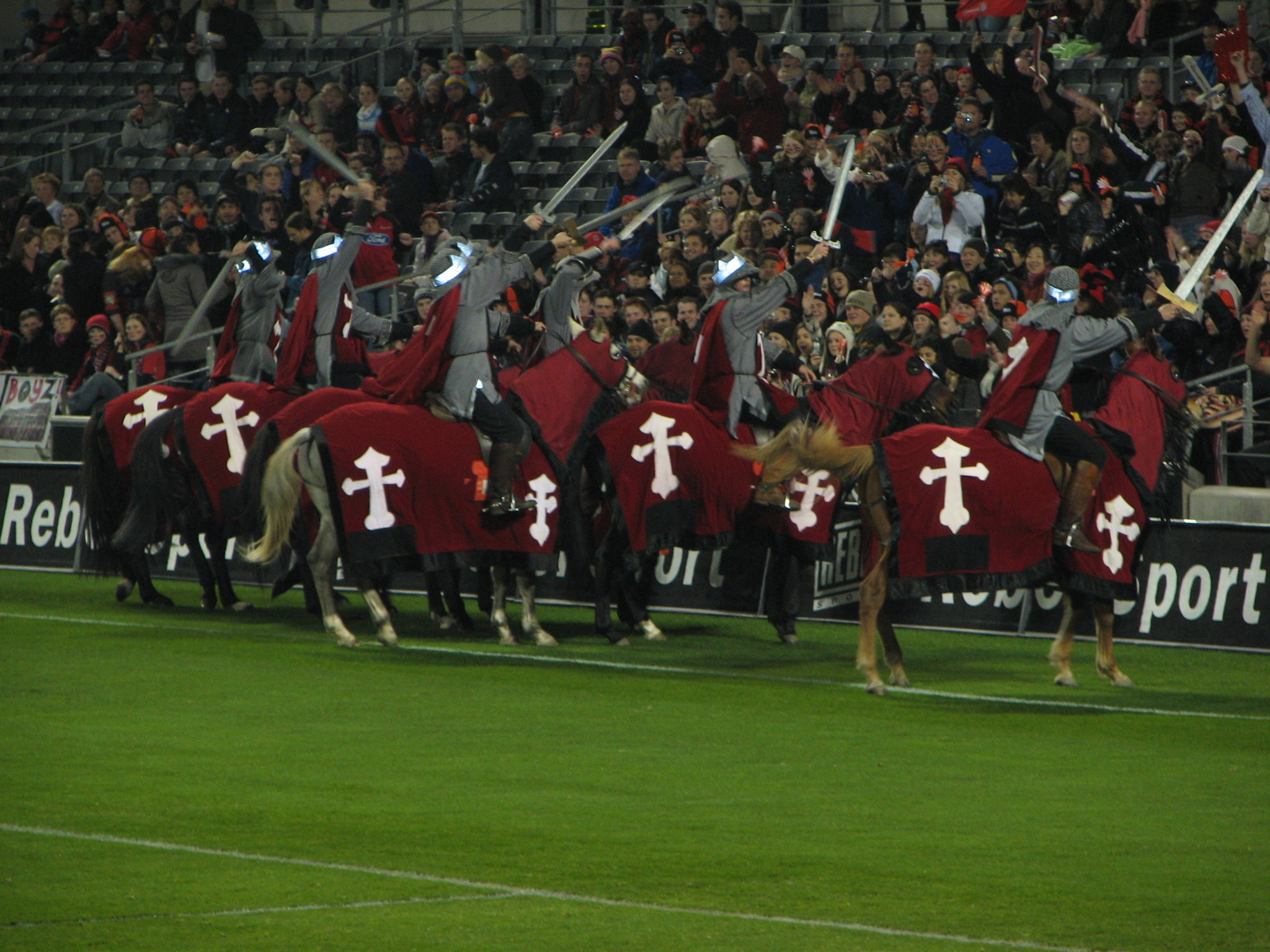
les Crusaders.

### Toujours présents: 2001-2005
Après trois titres consécutifs en Super 12, les Crusaders terminent dixième en 2001, ce qui constitue leur plus mauvais rang depuis 1996. Il s'agit de la dernière saison de leur capitaine Todd Blackadder avant qu'il parte jouer à Édimbourg Rugby en Écosse.
2002 est un retour au sommet au niveau des résultats des Crusaders, en effet ils restent invaincus durant toute la saison pour s'emparer de leur quatrième titre. Bien qu'ils remportent leur onze matchs en championnats, sept de ces rencontres furent sur un score avec un écart entre un et sept points. Dans une de ces rencontres, ils établissent un record lors de leur face-à-face contre les Waratahs sur le score de 96-19. Ils battent en demi-finale les Highlanders 34-23 (18-6 à la mi-temps) puis accueillent les Brumbies en finale au Jade Stadium. Bien que ces derniers mènent 11-3 à la mi-temps, la possession de balle est de 70 % pour les Crusaders, en seconde période les Crusaders les battent 31-13 avec un essai de Caleb Ralph à la dernière minute,. Il s'agit de la première saison de Reuben Thorne en tant que capitaine (il est également capitaine des All Blacks lors de la Coupe du monde 2003).
L'année suivante, les Crusaders remportent tous leurs matchs jusqu'à une défaite étonnante 39-5 contre les Blues et ils terminent second du championnat. En demi-finale, ils affrontent les Hurricanes, entraînés par un ancien entraîneur adjoint des Crusaders Colin Cooper ; malgré sa connaissance du jeu de son adversaire, les Crusaders gagnent 39-16. En finale, ils affrontent les Blues, autre équipe entraînée par un ancien entraîneur adjoint des Crusaders. À la mi-temps, Mark Hammett permet aux Crusaders de mener 10-6 grâce à deux essais. Mais en seconde période les Blues reviennent dans la partie et mènent 21-10 à dix minutes de la fin. Malgré un essai transformé, les Crusaders ne parviennent pas à rattraper le retard au score pour gagner et ils sont battus 21-17.
Ils débutent la saison 2004 avec deux défaites contre les Waratahs puis les Blues. Ils finissent malgré tout seconds du championnats avec sept victoires. Ils remportent la demi-finale contre les Stormers au Jade Stadium sur le score de 27-16. En finale, ils sont opposés aux Brumbies au Canberra Stadium pour une revanche de la finale de 2000. Les Brumbies dominent la finale et mènent dans les 20 premières minutes 33-0. Les Crusaders réussissent à sauver l'honneur pour finalement être battus 47-38.
En 2005, la saison débute par un nouveau face-à-face contre les Brumbies que ces derniers gagnent. Durant une partie contre les Bulls, le capitaine Richie McCaw connu un terrible choc qui le tient éloigner des terrains durant cinq semaines ce qui n'empêche pas l'équipe de terminer première en championnat,. Il effectue son retour pour la demi-finale contre les Hurricanes où ils s'imposent,. En finale au Jade Stadium, les Crusaders remportent leur cinquième titre en battant 35-20 les Waratahs.
En raison de leurs sept finales disputées et de cinq titres obtenus, les Crusaders sont autorisés à conserver le trophée Super 12. Après la saison 2005, le club voit les départs d'Andrew Mehrtens et de Justin Marshall (tous deux présents au club depuis 1996).

### Le championnat change, les Crusaders restent au sommet: 2006 à 2010

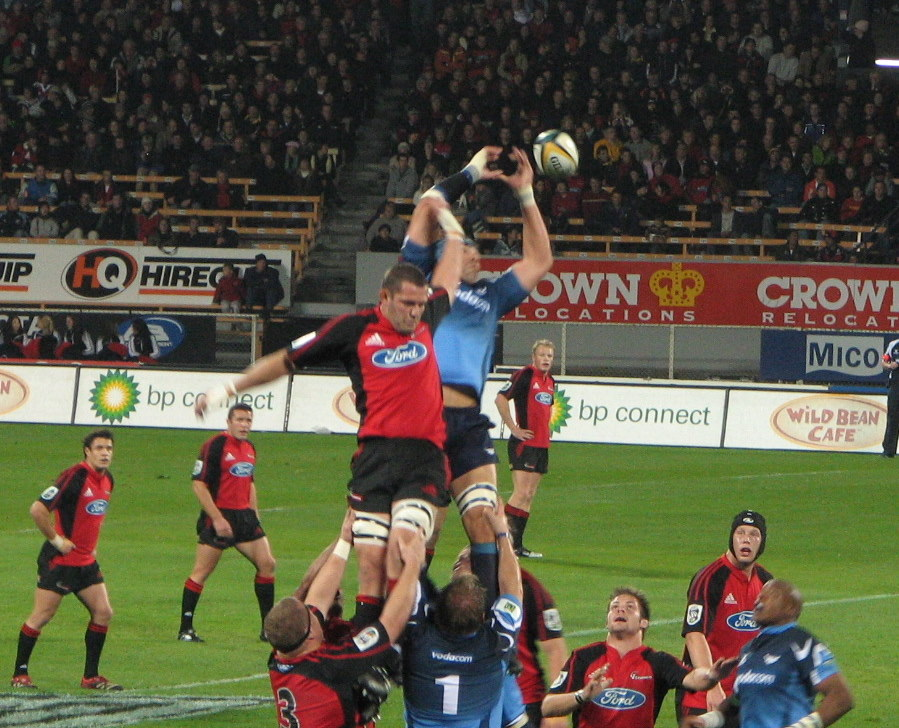
Touche disputée entre les Crusaders et les Bulls en mai 2006 au Jade Stadium et victoire finale des Crusaders 35-15

En 2006, le Super 12 devient le Super 14 en intégrant deux nouvelles équipes : la Western Force représentant l'Australie-Occidentale et les Cheetahs représentant la Free State-Northern Cape d'Afrique du Sud. Ils terminent premiers en championnat avec onze victoires, un nul et une défaite (contre les Brumbies). En demi-finale, ils battent les Bulls et affrontent les Hurricanes en finale au Jade Stadium dans un épais brouillard, d'où le départ de nombreux spectateurs en raison du manque de visibilité du jeu. À 20 minutes de la fin, les deux équipes se trouvent à égalité sur le score de 9-9, avant que Casey Laulala inscrit le seul essai de la partie permettant aux Crusaders de remporter le premier Super 14 sur le score de 19-12.
En 2007, sept joueurs des Crusaders ne participent pas aux premiers matchs de la compétition en raison de leur préparation à la Coupe du monde 2007 avec les All Blacks (Chris Jack, Richie McCaw, Greg Somerville, Reuben Thorne, Dan Carter, Leon MacDonald, et Aaron Mauger). Ils effectuent leur retour lors de la huitième journée contre les Stormers. Ils terminent deuxième du championnat, entre-temps, ils remportent leur match 53-0 contre la Western Force au Jade Stadium lors de la dixième journée (il s'agit de leur centième victoire en Super Rugby, première franchise à réussir cette performance). Lors de la dernière journée, ils sont opposés aux Chiefs, mais perdent leur confrontation sur le score de 30-24 au Jade Stadium mettant fin à 26 victoires consécutives dans leur stade. Cela ne les empêche de se qualifier pour les demi-finales en terminant troisième du championnat. Par contre, ils doivent disputer leur demi-finale à l'extérieur. En demi-finale, ils se font battre 27-12 par les Bulls.

### Longue disette de titres en Super Rugby (2011-2016)
En 2011, le format change encore et le Super 14 devient le Super Rugby. Une année très spéciale pour les Crusaders, avec en début d'année un tremblement de terre qui touche leur ville de Christchurch. Les Crusaders ne joueront aucun match à domicile en 2011, parcourant pas moins de 100 000 kilomètres au cours de la saison, avec notamment un match à Londres contre les Sharks sud-africains. Malgré tout, ils terminent troisièmes de la conférence néo-zélandaise, éliminent les Sharks 36-8 en barrage, puis vont battre les Stormers 29-10 au Newlands. Ils s'inclinent en finale chez les Reds 18 à 13. Pour la Coupe du monde 2011, douze joueurs des Crusaders sont sélectionnés par les All Blacks qui seront champions du monde, ces joueurs sont : Corey Flynn, Ben et Owen Franks, Brad Thorn, Sam Whitelock, Richie McCaw qui est le capitaine, Kieran Read, Andy Ellis, Dan Carter qui se blesse durant le tournoi et est remplacé par le joueur des Chiefs Aaron Cruden, Sonny Bill Williams, Zac Guildford et Israel Dagg. C'est l'équipe la plus représentée dans l'équipe de Nouvelle-Zélande.
Pour la saison 2012, les matchs à domicile sont joués au Rugby League Park , le stade du rugby à XIII, en attendant le nouveau stade. Les Crusaders figurent toujours parmi les favoris de la compétition, même s'ils seront privés de Richie McCaw et de Daniel Carter pour le début de saison. Ils se qualifient de nouveau pour les phases finales et défont les Bulls en barrages sur le score de 28-13, mais ils échouent en demi-finale contre les futurs champions sur le score de 20 à 17 : les Chiefs. Zac Guildford est le meilleur marqueur d'essais de la franchise cette saison avec huit réalisations.
Lors de la saison 2013, les Crusaders font une saison similaire à la saison précédente, ils ont le même nombre de victoires, de défaites et terminent à la 4e place également, ils ont juste un point de moins au classement final. Ils se qualifient donc pour les phases finales, ils éliminent les Reds 38-9 en barrages et perdent en demi-finale encore une fois contre les Chiefs qui seront champions de nouveau.
La saison suivante, pour le Super Rugby 2014, les Crusaders réalisent de nouveau une bonne saison et terminent deuxièmes du classement de la saison régulière. Ils sont donc qualifiés directement pour une demi-finale à domicile où ils reçoivent les Sharks, ils s'imposent 38-6 et jouent donc la finale contre les Waratahs qu'ils ont battu lors des onze dernières rencontres, qui ont terminés premiers de la phase régulière. Cette finale s'avère être très disputée avec des joueurs de qualité des deux côtés. Un duel de buteur à lieu, qui est remporté par Bernard Foley qui inscrit 23 points au pied dont 7 pénalités, Dan Carter transforme l'essai de Matt Todd mais sort sur blessure dès la 30e minute, Colin Slade prend le relais et inscrit 20 points. Les Waratahs s'imposent 33-32 et remportent enfin le Super Rugby après avoir échoué deux fois auparavant contre les Crusaders. Nemani Nadolo termine meilleur marqueur d'essais de la saison avec Israel Folau en inscrivant douze essais chacun.
En 2015, cette saison est un échec pour les Crusaders, ils ne parviennent pas à se qualifier pour les phases finales pour la première fois depuis le Super 12 2001, c'est seulement la quatrième saison de Super Rugby de leur histoire où ils ne disputent pas ces phases finales. Ils terminent donc 7e avec 46 points, à un seul point de la dernière place qualificative obtenue par les Brumbies. Dix joueurs de la franchise sont sélectionnés par les All Blacks pour participer à la Coupe du monde 2015, ces joueurs sont : Codie Taylor, Wyatt Crockett qui se blesse pendant la compétition et est remplacé par Pauliasi Manu (en) joueur des Chiefs, Owen Franks, Joe Moody qui n'est pas dans la liste initiale mais est appelé pour remplacer Tony Woodcock, Luke Romano, Sam Whitelock, Richie McCaw qui est encore le capitaine, Kieran Read, Dan Carter et Colin Slade. Les Crusaders sont encore une fois la franchise la plus représentée en équipe de Nouvelle-Zélande. Les All Blacks remportent la compétition et font le doublé après la victoire en 2011, cinq joueurs des Crusaders sont doubles champions du monde : Owen Franks, Sam Whitelock, Richie McCaw, Kieran Read et Dan Carter.
À partir de la saison 2016, le format du Super Rugby évolue et voit arriver trois nouvelles franchises, les argentins des Jaguares, les japonais des Sunwolves ainsi que les sud-africains des Southern Kings qui ont déjà évolués dans la compétition en 2013. L'ouvreur emblématique de la franchise, Dan Carter a fait son départ pour la France et le Racing 92, c'est le jeune Richie Mo'unga joueur de Canterbury qui est choisi pour le remplacer. Richie McCaw, autre joueur emblématique et célèbre capitaine de la franchise et des All Blacks double champion du monde, annonce prendre sa retraite. Les Crusaders réalisent une saison régulière plutôt bonne puisqu'ils terminent à seulement trois points des Hurricanes, le leader, et sont classés 7e, mais se qualifient pour les phases finales. En quart de finale, ils jouent contre les Lions et sont éliminés sur le score de 42 à 25 à l'Ellis Park de Johannesbourg. C'est la dernière saison de Todd Blackadder à la tête de la franchise, il n'a remporté aucun trophée en huit saisons.

### De nombreux succès pendant les années Robertson (2017-2023)
La franchise choisit un ancien joueur des Crusaders et des All Blacks pour succéder à Todd Blackadder en la personne de Scott Robertson, ancien entraîneur des Baby Blacks. Il commence son contrat à partir de la saison 2017 de Super Rugby. Au mois de juin, en pleine saison de Super Rugby, la tournée 2017 des Lions britanniques et irlandais a lieu en Nouvelle-Zélande, ces derniers affrontent les Crusaders et s'imposent sur le score de 12 à 3. La première saison de Robertson à la tête des Crusaders est une réussite, la franchise termine 2e de la phase régulière avec une seule défaite au compteur. En quart de finale, ils éliminent les Highlanders 17 à 0, puis les Chiefs 27-13 en demi-finale. Pour la finale, les Crusaders rencontrent la franchise sud-africaine des Lions, qui disputent leur deuxième finale d'affilée, qui évoluent donc à domicile dans l'Ellis Park, les néo-zélandais s'imposent 25-17 et remportent leur premier titre depuis 2008, leur 8e dans la compétition. Durant la finale, le joueur des Lions, Kwagga Smith écope d'un carton rouge à la 39e minute pour avoir déséquilibré David Havili qui retombe sur la nuque. Depuis 2000, aucune équipe n'avait remporté une finale à l'extérieur, c'étaient déjà les Crusaders à cette époque.
Lors de la saison 2018, trois équipes sont évincées de la compétition, les Cheetahs et les Southern Kings, ainsi que la Western Force. La compétition revient donc à une formule à quinze équipes. Les Crusaders repartent sur les mêmes bases que la saison dernière, ils terminent cette fois 1er de la phase régulière avec 14 victoires et seulement 2 défaites et s'octroient potentiellement une finale à domicile. En quart de finale, ils éliminent les Sharks sur le score lourd de 40 à 10, puis sortent les Hurricanes 30 à 12 en demi-finale. Ils retrouveront donc les Lions pour un remake de la finale de la saison précédente, mais cette fois à domicile donc, ces derniers jouent leur 3e finale de suite. Les Crusaders n'ont plus perdu depuis la 4e journée et sont sur une série de 14 matchs sans défaite. La finale est à sens unique, les Crusaders mènent déjà 20-6 à la pause après deux essais de Seta Tamanivalu et David Havili, transformés par Richie Mo'unga qui ajoute deux pénalités également. Mitchell Drummond et Scott Barrett inscrivent un essai chacun en deuxième période, tous les deux transformés par Mo'unga qui marque également une autre pénalité et les Crusaders s'imposent donc largement 37 à 18. Ils remportent leur 9e Super Rugby et leur deuxième d'affilée. L'ailier George Bridge inscrit un total impressionnant de quinze essais en dix-huit matchs.
Les Crusaders comptent bien réaliser le triplé pour la saison 2019, ils étendent leur série d'invincibilité à dix-neuf matchs sans défaite jusqu'à ce que les Waratahs ne les battent pour le compte de la 6e journée. Le match comptant pour la 5e journée entre les Highlanders et les Crusaders n'étant pas disputé et est annulé en raison des attentats de Christchurch, il est considéré comme un match nul entre les deux équipes. Les Crusaders réalisent tout de même une grande saison, moins impressionnante que la saison précédente, mais terminent une nouvelle fois 1er de la phase régulière. En quart de finale, ils éliminent les Highlanders, malgré un score serré de 17 à 14 en faveur des Crusaders à la mi-temps, ces derniers réalisent une deuxième période solide et s'imposent 38-14, ne laissant pas leurs adversaires du jour marquer un point lors de ce deuxième acte. Richie Mo'unga est à créditer d'une très bonne prestation, il marque un doublé et 13 points au pied, soit un total de 23 points. Ils retrouvent donc les Hurricanes en demi-finale, cette fois-ci le match est plus serré, les Crusaders s'imposent 30 à 26, Sevu Reece inscrit un doublé et Mo'unga un essai et le reste des points, soit 20 points. En finale, ce sont les Jaguares argentins qui se retrouvent face à eux, c'est leur première et unique finale dans la compétition. La finale se joue dans le stade des Crusaders, l'AMI Stadium. Ce match est à sens unique, et les néo-zélandais s'imposent 19-3. Ils réalisent donc le triplé et remportent leur 10e Super Rugby, soit sept de plus que les Blues et les Bulls, les autres franchises les plus titrées dans la compétition. Pour sa première saison avec les Crusaders, Sevu Reece réalise une grande saison avec 15 essais en 14 matchs, soit une moyenne de plus d'un essai par match, ce qui lui vaudra d'être sélectionné pour la première fois avec les All Blacks pour disputer le Rugby Championship 2019 ainsi que la Coupe du monde 2019. Le jeune arrière ou ailier, Will Jordan se révèle également pour sa première saison avec 8 essais en 9 rencontres, dont seulement 5 matchs comme titulaire. En plus de Sevu Reece, dix autres de ses coéquipiers sont sélectionnés par les All Blacks pour la Coupe du monde 2019 : Codie Taylor, Joe Moody, Scott Barrett, Sam Whitelock, Kieran Read qui est le nouveau capitaine, Matt Todd, Richie Mo'unga, Ryan Crotty, Jack Goodhue et George Bridge. Les Crusaders sont encore les plus représentés chez les All Blacks. Le pilier Michael Alaalatoa est également sélectionné par les Samoa pour disputer la compétition.

#### Les Crusaders et le coronavirus: 2020 et 2021
Le Super Rugby 2020 commence plutôt bien pour les Crusaders avec 4 victoires et 1 défaite en 5 journées. Mais celui-ci est définitivement suspendu à cause de la pandémie de Covid-19 du fait de la restriction des mouvements internationaux. Alors que le monde est en proie à une crise sanitaire inédite, plusieurs joueurs des Crusaders se seraient entraînés en groupe malgré le confinement dans un parc (Malvern Park) de Christchurch. Parmi eux, Richie Mo'unga aurait été reconnu. La fédération néo-zélandaise a immédiatement réprimandé les joueurs.
Par ailleurs, la fédération néo-zélandaise met en place le Super Rugby Aotearoa à partir de juin, un championnat entre les franchises néo-zélandaises participants au Super Rugby. Il en est fait de même en Australie avec le Super Rugby AU, ainsi qu'en Afrique du Sud avec le Super Rugby Unlocked qui est organisé plus tard, à partir d'octobre. Les Crusaders remportent le Super Rugby Aotearoa 2020, la compétition se jouant sans phases finales, ils ont terminé à la première place du classement avec le plus de points.
L'organisation du Super Rugby Aotearoa est reconduite en tant que phase préliminaire nationale de la saison 2021 de Super Rugby. Le Super Rugby AU fait de même de son côté en Australie avant une deuxième phase où les dix équipes de ces deux championnats s'affrontent dans le cadre du Super Rugby Trans-Tasman. Les Crusaders remportent le Super Rugby Aotearoa pour la seconde fois consécutive, contre les Chiefs en finale, bien qu'ils se sont retrouvés à 13 contre 15 pendant quelques minutes après deux cartons jaunes à l'encontre de Codie Taylor et de Sevu Reece, car cette édition comporte des phases finales. Le Super Rugby Trans-Tasman prend donc la suite de ces deux compétitions, les équipes néo-zélandaises affrontent les équipes australiennes une fois chacune pendant une phase régulière. Les Crusaders remportent leurs cinq matchs contre les équipes australiennes avec trois bonus offensif et un total de 23 points, tout comme les Blues et les Chiefs, mais ils terminent 3e à cause de leur différence de points qui est inférieure à celle des deux autres équipes, ce qui ne leur permet pas de se qualifier pour la finale, car seules les deux premières places du classement sont qualificatives. Toutefois, ce titre de Super Rugby Trans-Tasman, obtenu par les Blues, n'est pas considéré officiellement comme un titre de Super Rugby, les Crusaders sont donc toujours champions en titre.

#### Nouveau format: Super Rugby Pacific (2022-2023)
Le Super Rugby 2022 voit un nouveau format arriver, il est renommé Super Rugby Pacific avec l'arrivée de deux franchises censées représenter les îles du Pacifique (Fidji, Samoa, Tonga), la franchise fidjienne des Fijian Drua et les Moana Pasifika, basés en Nouvelle-Zélande, font donc leur apparition en plus des cinq franchises australiennes et des cinq néo-zélandaises. Les Crusaders font une bonne saison, ils terminent à la 2e de la phase régulière et se qualifient donc pour les phases finales. En quart de finale, ils rencontrent les Reds et s'imposent 37-15 avec 22 points inscrits par Richie Mo'unga. Les Chiefs se retrouvent face à eux en demi-finale, malgré un carton jaune puis un carton rouge de Pablo Matera qui force les Crusaders à jouer à 14 pendant 60 minutes, ils s'imposent 20 à 7 grâce notamment à un doublé de Cullen Grace. Les Crusaders rallient donc la finale pour la 4e fois d'affilée après 2017, 2018, 2019 et donc cette saison. Ce sont les Blues qu'ils rencontrent en finale, ces derniers n'ont perdu qu'un seul match de toute la saison. Les Crusaders s'imposent 21-7 avec notamment deux essais marqués par Bryn Hall et Sevu Reece, le reste des points est marqué par Richie Mo'unga. Les Crusaders remportent leur 11e Super Rugby et leur 4e d'affilée, Scott Robertson n'a toujours pas perdu de finale en tant qu'entraîneur des Crusaders. Leicester Fainga'anuku, Will Jordan et Sevu Reece sont tous les trois meilleurs marqueurs d'essais de la saison avec dix essais chacun.
Lors de la saison 2023 de Super Rugby, la dernière de Scott Robertson, les Crusaders subissent une lourde défaite à domicile 31 à 10 dès la première journée face aux Chiefs. Durant la troisième journée, ils subissent leur deuxième défaite en perdant pour la première fois de leur histoire face aux Fijian Drua 25 à 24. Par la suite, ils remportent cinq matchs de suite avant de s'incliner pour la seconde fois face aux Chiefs 34 à 24. Ils se qualifient ensuite pour les phases finales en terminant à la seconde place de la saison régulière en remportant dix matchs et concédant quatre défaites. Pour le quart de finale, ils éliminent largement les Fijian Drua 49 à 8, puis les Blues sur le score de 52 à 15 et se qualifient en finale. En finale, ils affrontent les Chiefs, contre qui ils ont perdu leur deux rencontres de phase régulière, lors de ce match ces derniers font preuve d'une grande indiscipline et concèdent trois cartons jaunes, les Crusaders en profitent pour inscrire vingt-deux points lors de leur supériorité numérique et s'imposent finalement 25 à 20 pour remporter leur douzième Super Rugby. Leicester Fainga'anuku termine meilleur marqueur d'essais de la saison pour la seconde fois d'affilée avec treize essais inscrits.
Le 21 mars 2023, la fédération néo-zélandaise annonce que Scott Robertson va entraîner les All Blacks à l'issue de la Coupe du monde 2023. Il quitte donc les Crusaders avec sept titres de champion de Super Rugby (Super Rugby Aotearoa en 2020 et 2021 en raison de la pandémie de Covid-19) en sept saisons. Avec un bilan de 98 victoires, 17 défaites et 2 nuls en 117 matchs, ce qui fait de lui l'entraîneur le plus victorieux de l'histoire de la compétition.
Le 7 août 2023, la Nouvelle-Zélande convoque neuf joueurs des Crusaders pour la Coupe du monde 2023 : le talonneur Codie Taylor, les piliers Fletcher Newell et Tamaiti Williams, les deuxièmes lignes Scott Barrett et Sam Whitelock, le demi d'ouverture Richie Mo'unga, le centre David Havili et les ailiers Leicester Fainga'anuku et Will Jordan. En cours de compétition, Ethan Blackadder est également sélectionné après un forfait dans l'effectif. Le troisième ligne Sione Havili Talitui est quant à lui appelé avec les Tonga. Les joueurs convoqués avec la Nouvelle-Zélande terminent vice-champion du monde à l'issue de la finale.

### Nouvelle ère avec Rob Penney (depuis 2024)
Pour la saison 2024 de Super Rugby, les Crusaders voient de nombreux changements arriver, outre le départ de Scott Robertson, remplacé par Rob Penney (en), l'emblématique Sam Whitelock fait son départ pour la France en compagnie de Leicester Fainga'anuku et de Jack Goodhue. De plus, Richie Mo'unga part au Japon tandis que Sione Havili Talitui rejoint les Moana Pasifika. Braydon Ennor n'est pas retenu dans l'effectif en raison de sa rupture d'un ligament croisé. Au niveau des arrivées, l'arrière international gallois Leigh Halfpenny fait notamment sa venue, l'ailier Manasa Mataele fait son retour dans la franchise et le centre prometteur Levi Aumua arrive des Moana Pasifika. Le début de saison est difficile pour les Crusaders, de nombreuses blessures surviennent dans l'effectif, ils réalisent le pire début de saison de leur histoire en perdant leurs cinq premiers matchs et sont derniers du classement pendant une partie de la saison,. En cours de saison, Johnny McNicholl fait son retour dans la franchise après huit saisons chez les Scarlets. En fin de saison, ils remportent les deux dernières journées mais ne parviennent pas à se qualifier pour les phases finales pour seulement deux points et terminent à la neuvième place,. Pendant la saison, l'ailier Seevu Reece devient le meilleur marqueur d'essais de l'histoire des Crusaders en dépassant le record de cinquante-deux essais de Caleb Ralph. De plus, il termine également meilleur marqueur d'essais de la saison de Super Rugby, à égalité avec le joueur des Blues Hoskins Sotutu, pour la troisième fois de sa carrière, avec douze réalisations.

## Identité visuelle

### Couleurs et maillots
Les couleurs de la franchise des Crusaders sont choisies en fonction des couleurs sportives traditionnelles de l'équipe de la province de Canterbury Rugby Football Union, qui sont le rouge et le noir.

### Logo
Le 29 novembre 2019, la franchise des Crusaders présente un nouveau logo, abandonnant le visuel du croisé au profit d'un tohu maori, qui est adopté à partir de la saison 2020,. Ce changement fait écho aux attentats de Christchurch visant deux mosquées de la ville quelques mois plus tôt.

Évolution du logo
Logo abandonné en 2020.
Logo depuis 2020.

## Stade
Le stade principal des Crusaders était l'AMI Stadium, situé à Christchurch, d'une capacité de 36000 places. Mais ils ont cessé d'y jouer au cours de la saison 2011 de Super Rugby en raison du tremblement de terre de Christchurch qui a lieu en février et qui a endommagé le stade. Généralement, les Crusaders délocalisent une fois par an leur match dans la partie nord de l'Île du Sud de Nouvelle-Zélande qui correspond à leur zone de franchise, cela arrivent lorsque l'équipe de cricket joue à l'AMI Stadium. Ces autres stades sont le Trafalgar Park de Nelson et l'Alpine Energy Stadium de Timaru par exemple.
L'AMI Stadium étant toujours hors service, les Crusaders ont décidé de jouer au Rugby League Park (qui est temporairement renommé Christchurch Stadium) d'Addington comme terrain d'accueil pour la saison 2012 et les suivantes, afin de recentrer leurs matchs en un seul endroit, au contraire de la saison précédente. Le stade a quelques modifications pour porter la capacité à 18600 places et pour répondre aux normes minimales requises par la compétition.
En raison du tremblement de terre, les Crusaders ont joués quatre matchs à Trafalgar Park et deux à Timaru durant la saison 2011, ils ont également joués un match "à domicile" à Wellington contre les Hurricanes pour le compte de la 18e journée, ainsi qu'un match spécial à Twickenham, à Londres, contre les Sharks. Ce match à Londres est une collecte de fonds pour l'aide aux victimes du tremblement de terre et est le premier match de Super Rugby disputé en dehors des trois pays participants.
Devant l'impossibilité de réparer l'AMI Stadium en raison des dégâts importants provoqué par le tremblement de terre, les Crusaders font définitivement du Rugby League Park (renommé Apollo Projects Stadium en 2023) leur enceinte. Le stade est finalement démoli en septembre 2019.
| Christchurch      | Christchurch      | Nelson            | Timaru                |
| ----------------- | ----------------- | ----------------- | --------------------- |
| Lancaster Park    | Rugby League Park | Trafalgar Park    | Alpine Energy Stadium |
| Capacité : 38,628 | Capacité : 18,600 | Capacité : 18,000 | Capacité : 12,500     |
|                   |                   |                   |                       |

## Palmarès
- Vainqueur du Super Rugby (13) : 1998, 1999, 2000, 2002, 2005, 2006, 2008, 2017, 2018, 2019, 2022, 2023 et 2025.

- Vainqueur du Super Rugby Aotearoa (2) : 2020, 2021.

## Effectif Super Rugby 2025
Début novembre 2024, les Crusaders annoncent le groupe de joueurs retenu pour disputer le Super Rugby 2025. Celui-ci est ensuite complété au fil de la saison après des blessures dans l'effectif. 
| Nom                      | Date de naissance | Nationalité sportive | Sélections (points) | Club provincial  | Dernier club    | Arrivée au club |
| Talonneurs               | Talonneurs        | Talonneurs           | Talonneurs          | Talonneurs       | Talonneurs      | Talonneurs      |
| ------------------------ | ----------------- | -------------------- | ------------------- | ---------------- | --------------- | --------------- |
| George Bell              | 29 janvier 2002   | Nouvelle-Zélande     | 3 (0)               | Canterbury       | Débuts au club  | 2022            |
| Ioane Moananu            | 8 février 2001    | Nouvelle-Zélande     | -                   | Counties Manukau | Débuts au club  | 2023            |
| Codie Taylor             | 31 mars 1991      | Nouvelle-Zélande     | 99 (110)            | Canterbury       | Débuts au club  | 2013            |
| Piliers                  |                   |                      |                     |                  |                 |                 |
| George Bower             | 28 mai 1992       | Nouvelle-Zélande     | 23 (0)              | Otago            | Débuts au club  | 2019            |
| Finlay Brewis            | 10 février 2000   | Nouvelle-Zélande     | -                   | Canterbury       | Débuts au club  | 2022            |
| Seb Calder               | 16 mars 2002      | Nouvelle-Zélande     | -                   | Canterbury       | Débuts au club  | 2022            |
| Fletcher Newell          | 1er mars 2000     | Nouvelle-Zélande     | 26 (5)              | Canterbury       | Débuts au club  | 2021            |
| Kershawl Sykes-Martin    | 26 avril 1999     | Nouvelle-Zélande     | -                   | Tasman           | Débuts au club  | 2023            |
| Tamaiti Williams         | 10 août 2000      | Nouvelle-Zélande     | 18 (15)             | Canterbury       | Débuts au club  | 2021            |
| Deuxièmes lignes         |                   |                      |                     |                  |                 |                 |
| Scott Barrett            | 20 novembre 1993  | Nouvelle-Zélande     | 82 (35)             | Taranaki         | Débuts au club  | 2014            |
| Tahlor Cahill            | 8 juin 2003       | Nouvelle-Zélande     | -                   | Canterbury       | Débuts au club  | 2024            |
| Jamie Hannah             | 31 octobre 2002   | Nouvelle-Zélande     | -                   | Canterbury       | Débuts au club  | 2023            |
| Antonio Shalfoon         | 10 août 1997      | Nouvelle-Zélande     | -                   | Tasman           | Débuts au club  | 2014            |
| Quinten Strange          | 21 août 1996      | Nouvelle-Zélande     | -                   | Tasman           | Débuts au club  | 2017            |
| Troisièmes lignes aile   |                   |                      |                     |                  |                 |                 |
| Ethan Blackadder         | 22 mai 1995       | Nouvelle-Zélande     | 14 (0)              | Tasman           | Débuts au club  | 2018            |
| Tom Christie             | 4 mars 1998       | Nouvelle-Zélande     | -                   | Canterbury       | Débuts au club  | 2020            |
| Dominic Gardiner         | 12 juillet 2001   | Nouvelle-Zélande     | -                   | Canterbury       | Débuts au club  | 2022            |
| Cullen Grace             | 20 décembre 2000  | Nouvelle-Zélande     | 1 (0)               | Canterbury       | Débuts au club  | 2020            |
| Corey Kellow             | 25 mai 2001       | Nouvelle-Zélande     | -                   | Canterbury       | Débuts au club  | 2022            |
| Troisièmes lignes centre |                   |                      |                     |                  |                 |                 |
| Fletcher Anderson        | 27 décembre 2002  | Nouvelle-Zélande     | -                   | Tasman           | Débuts au club  | 2024            |
| Christian Lio-Willie     | 26 août 1998      | Nouvelle-Zélande     | 2 (0)               | Otago            | Highlanders     | 2023            |
| Demis de mêlée           |                   |                      |                     |                  |                 |                 |
| Mitchell Drummond        | 15 février 1994   | Nouvelle-Zélande     | 1 (0)               | Canterbury       | Débuts au club  | 2014            |
| Noah Hotham              | 23 mai 2003       | Nouvelle-Zélande     | 2 (0)               | Tasman           | Débuts au club  | 2023            |
| Demis d'ouverture        |                   |                      |                     |                  |                 |                 |
| Taha Kemara              | 17 avril 2003     | Nouvelle-Zélande     | -                   | Waikato          | Débuts au club  | 2023            |
| James O'Connor           | 5 juillet 1990    | Australie            | 65 (284)            | -                | Queensland Reds | 2025            |
| Rivez Reihana            | 25 mai 2000       | Nouvelle-Zélande     | -                   | Northland        | Débuts au club  | 2024            |
| Centres                  |                   |                      |                     |                  |                 |                 |
| Levi Aumua               | 9 octobre 1994    | Nouvelle-Zélande     | -                   | Tasman           | Moana Pasifika  | 2024            |
| Braydon Ennor            | 16 juillet 1997   | Nouvelle-Zélande     | 9 (5)               | Canterbury       | Débuts au club  | 2018            |
| David Havili             | 23 décembre 1994  | Nouvelle-Zélande     | 30 (45)             | Tasman           | Débuts au club  | 2015            |
| Dallas McLeod            | 30 avril 1999     | Nouvelle-Zélande     | 1 (0)               | Canterbury       | Débuts au club  | 2020            |
| Ailiers                  |                   |                      |                     |                  |                 |                 |
| Johnny McNicholl         | 11 octobre 1990   | Pays de Galles       | 10 (0)              | Canterbury       | Scarlets        | 2024            |
| Sevu Reece               | 13 février 1997   | Nouvelle-Zélande     | 35 (100)            | Tasman           | Débuts au club  | 2019            |
| Macca Springer           | 29 mars 2003      | Nouvelle-Zélande     | -                   | Tasman           | Débuts au club  | 2023            |
| Arrières                 |                   |                      |                     |                  |                 |                 |
| Chay Fihaki              | 1er janvier 2001  | Nouvelle-Zélande     | -                   | Canterbury       | Débuts au club  | 2021            |
| Will Jordan              | 24 février 1998   | Nouvelle-Zélande     | 45 (210)            | Tasman           | Débuts au club  | 2019            |

## Encadrement technique 2025
- Rob Penney - Entraîneur principal
- Matt Todd - Entraîneur adjoint
- Dan Perrin - Entraîneur des avants
- James Marshall - Entraîneur des arrières

## Joueurs emblématiques

### Joueurs notables
- Norm Berryman
- Todd Blackadder
- Dan Carter
- Wyatt Crockett
- Ryan Crotty
- Israel Dagg
- Kahn Fotuali'i
- Corey Flynn
- Ben Franks
- Owen Franks
- Daryl Gibson
- Scott Hamilton
- Andrew Hore
- Chris Jack
- Leon MacDonald
- Justin Marshall
- Aaron Mauger
- Richie McCaw
- Andrew Mehrtens
- Caleb Ralph
- Kieran Read
- Scott Robertson
- Greg Somerville
- Brad Thorn
- Reuben Thorne
- Matt Todd
- Sean Maitland
- Mark Mayerhofler
- Sam Whitelock

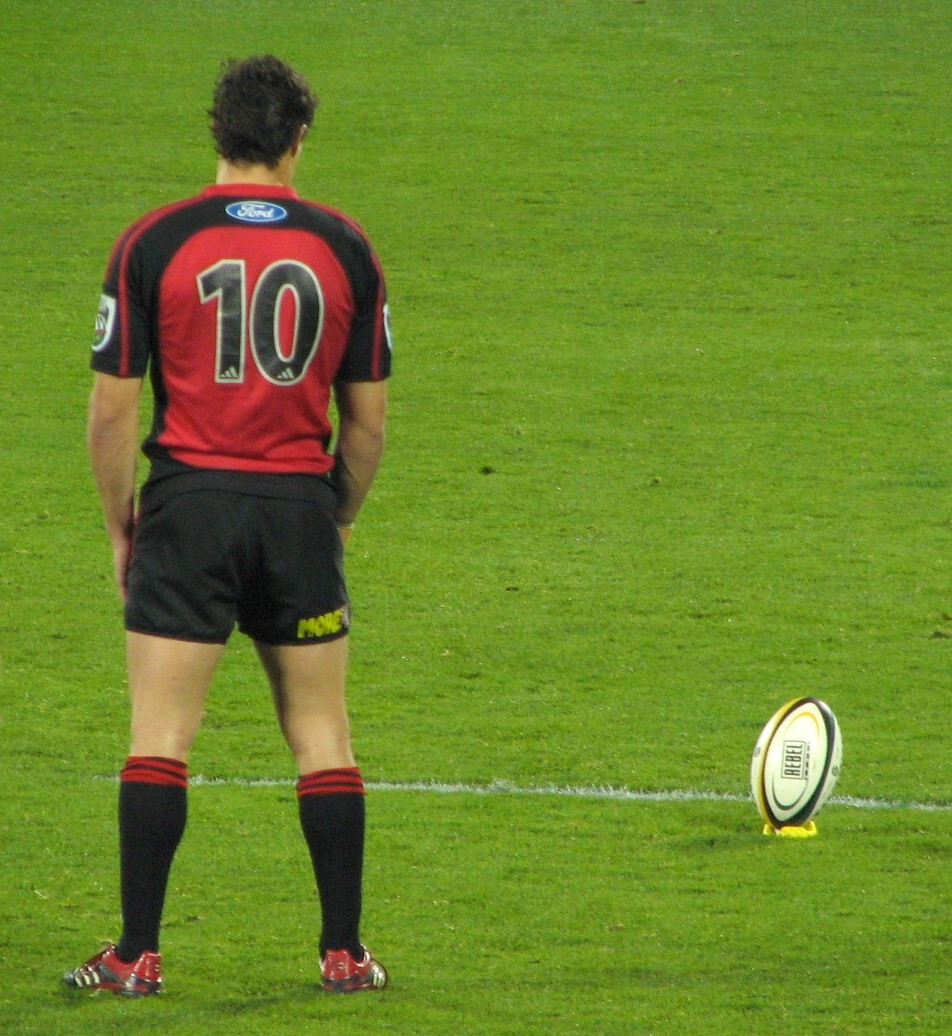
Daniel Carter lors d'une tentative de transformation

Vingt-quatre joueurs ont disputé 100 matchs ou davantage pour les Crusaders: Leon MacDonald, Justin Marshall, Reuben Thorne, Caleb Ralph, Greg Somerville, Chris Jack, Richie McCaw, Dan Carter, Andrew Ellis, Corey Flynn, Kieran Read, Wyatt Crockett, Sam Whitelock, Owen Franks, Ryan Crotty, Matt Todd, Luke Romano, Jordan Taufua, Mitchell Drummond, Codie Taylor, David Havili, Joe Moody, Scott Barrett et Richie Mo'unga. Le demi de mêlée Justin Marshall est le premier à atteindre ce seuil, en évoluant sous les couleurs des Crusaders entre 1996 et 2005. Reuben Thorne et Caleb Ralph le rejoignent ensemble ; cependant, Ralph dispute neuf rencontres avec d'autres franchises : trois avec les Chiefs et six avec les Blues,.

### Équipe de la décennie 1996-2005
À la veille de la dernière finale du Super 12 en 2005, un panel d'experts a choisi l'équipe de la décennie des Crusaders, qui est publiée par le Christchurch Press. Les experts choisis pour concevoir cette équipe sont : Tane Norton (ancien capitaine des All Blacks), Vance Stewart (premier entraîneur des Crusaders), Dick Tayler (président du club de supporters), Bob Schumacher (ancien rédacteur rugby du Christchurch Press) et Tony Smith (rédacteur rugby du Christchurch Press).
| Équipe de la décennie des Crusaders en Super 12 |                             |                        |
| Numéro                                          | Nom                         | Poste                  |
| 15                                              | Leon MacDonald              | Arrière                |
| 14                                              | Norm Berryman               | Ailier droit           |
| 13                                              | Daryl Gibson                | Second centre          |
| 12                                              | Aaron Mauger                | Premier centre         |
| 11                                              | Caleb Ralph                 | Ailier gauche          |
| 10                                              | Andrew Mehrtens             | Demi d'ouverture       |
| 9                                               | Justin Marshall             | Demi de mêlée          |
| 8                                               | Scott Robertson             | Troisième ligne centre |
| 7                                               | Richie McCaw                | Troisième ligne aile   |
| 6                                               | Todd Blackadder (Capitaine) | Troisième ligne aile   |
| 5                                               | Norm Maxwell                | Deuxième ligne         |
| 4                                               | Chris Jack                  | Deuxième ligne         |
| 3                                               | Greg Somerville             | Pilier droit           |
| 2                                               | Mark Hammett                | Talonneur              |
| 1                                               | Greg Feek                   | Pilier gauche          |

### Liste des internationaux All Blacks de la franchise
En raison des nombreux succès des Crusaders tout au long du Super Rugby, de nombreux joueurs de la franchise sont sélectionnés par les All Blacks. Voici la liste de ces joueurs :
| All Black Numéro | Nom              | All Black Numéro | Nom             | All Black Numéro | Nom                | All Black Numéro | Nom                 | All Black Numéro | Nom             | All Black Numéro | Nom                    |
| ---------------- | ---------------- | ---------------- | --------------- | ---------------- | ------------------ | ---------------- | ------------------- | ---------------- | --------------- | ---------------- | ---------------------- |
| 881              | Richard Loe      | 985              | Daryl Gibson    | 1017             | Sam Broomhall      | 1078             | Kevin O'Neill       | 1123             | Matt Todd       | 1182             | Sevu Reece             |
| 928              | Pat Lam          | 986              | Norm Maxwell    | 1019             | Andrew Hore        | 1083             | Kieran Read         | 1124             | Ryan Crotty     | 1184             | Braydon Ennor          |
| 929              | Dallas Seymour   | 987              | Greg Feek       | 1022             | Ali Williams       | 1084             | Ben Franks          | 1125             | Tom Taylor      | 1191             | Will Jordan            |
| 944              | Andrew Mehrtens  | 988              | Reuben Thorne   | 1024             | Brad Mika          | 1088             | Isaac Ross          | 1127             | Dominic Bird    | 1192             | Cullen Grace           |
| 947              | Todd Blackadder  | 991              | Greg Somerville | 1034             | Dan Carter         | 1089             | Tanerau Latimer     | 1129             | Luke Whitelock  | 1194             | George Bower           |
| 948              | Justin Marshall  | 994              | Ron Cribb       | 1035             | Brad Thorn         | 1091             | Wyatt Crockett      | 1134             | Joe Moody       | 1195             | Ethan Blackadder       |
| 950              | Tabai Matson     | 995              | Leon MacDonald  | 1036             | Corey Flynn        | 1093             | George Whitelock    | 1139             | Nepo Laulala    | 1200             | Leicester Fainga'anuku |
| 955              | Con Barrell      | 996              | Mark Robinson   | 1042             | Mose Tuiali'i      | 1094             | Owen Franks         | 1143             | Codie Taylor    | 1205             | Fletcher Newell        |
| 966              | Steve Surridge   | 1003             | Chris Jack      | 1043             | Rico Gear          | 1096             | Tom Donnelly        | 1148             | Seta Tamanivalu | 1209             | Tamaiti Williams       |
| 969              | Mark Mayerhofler | 1004             | Ben Blair       | 1048             | Casey Laulala      | 1097             | Zac Guildford       | 1155             | Scott Barrett   | 1213             | Dallas McLeod          |
| 970              | Caleb Ralph      | 1005             | Dave Hewett     | 1056             | Campbell Johnstone | 1101             | Israel Dagg         | 1161             | David Havili    | 1216             | George Bell            |
| 974              | Scott Robertson  | 1008             | Nathan Mauger   | 1058             | Kevin Senio        | 1104             | Sam Whitelock       | 1162             | Tim Perry       | 1220             | Noah Hotham            |
| 976              | Norm Berryman    | 1013             | Aaron Mauger    | 1067             | Scott Hamilton     | 1107             | Colin Slade         | 1167             | Richie Mo'unga  | 1225             | Christian Lio-Willie   |
| 979              | Pita Alatini     | 1014             | Richie McCaw    | 1068             | Andy Ellis         | 1108             | Sonny Bill Williams | 1178             | George Bridge   |                  |                        |
| 984              | Mark Hammett     | 1016             | Sam Harding     | 1070             | Ross Filipo        | 1114             | Luke Romano         | 1181             | Brett Cameron   |                  |                        |

## Entraîneurs des Crusaders
| Saison | Manager         | Adjoint(s)      | Adjoint(s)      | Adjoint(s)    |
| ------ | --------------- | --------------- | --------------- | ------------- |
| 1996   | Vance Stewart   | Aussie Mclean   | Aussie Mclean   | Aussie Mclean |
| 1997   | Wayne Smith     | Peter Sloane    | Peter Sloane    | Peter Sloane  |
| 1998   | Wayne Smith     | Peter Sloane    | Peter Sloane    | Peter Sloane  |
| 1999   | Wayne Smith     | Peter Sloane    | Peter Sloane    | Peter Sloane  |
| 2000   | Robbie Deans    | Steve Hansen    | Steve Hansen    | Steve Hansen  |
| 2001   | Robbie Deans    | Steve Hansen    | Steve Hansen    | Steve Hansen  |
| 2002   | Robbie Deans    | Colin Cooper    | Colin Cooper    | Colin Cooper  |
| 2003   | Robbie Deans    | Don Hayes       | Don Hayes       | Don Hayes     |
| 2004   | Robbie Deans    | Don Hayes       | Don Hayes       | Don Hayes     |
| 2005   | Robbie Deans    | Vern Cotter     | Vern Cotter     | Rob Penney    |
| 2006   | Robbie Deans    | Vern Cotter     | Vern Cotter     | Mark Hammett  |
| 2007   | Robbie Deans    | Todd Blackadder | Todd Blackadder | Mark Hammett  |
| 2008   | Robbie Deans    | Mark Hammett    | Mark Hammett    | Mark Hammett  |
| 2009   | Todd Blackadder | Mark Hammett    | Daryl Gibson    |               |
| 2010   | Todd Blackadder | Mark Hammett    | Daryl Gibson    |               |
| 2011   | Todd Blackadder | David Hewett    | Daryl Gibson    |               |
| 2012   | Todd Blackadder | David Hewett    | Daryl Gibson    | Aaron Mauger  |
| 2013   | Todd Blackadder | David Hewett    | Tabai Matson    | Aaron Mauger  |
| 2014   | Todd Blackadder | David Hewett    | Tabai Matson    | Aaron Mauger  |
| 2015   | Todd Blackadder | David Hewett    | Tabai Matson    | Aaron Mauger  |
| 2016   | Todd Blackadder | David Hewett    | Tabai Matson    |               |
| 2017   | Scott Robertson | Brad Mooar      | Leon MacDonald  | Jason Ryan    |
| 2018   | Scott Robertson | Brad Mooar      | Ronan O'Gara    | Jason Ryan    |
| 2019   | Scott Robertson | Brad Mooar      | Ronan O'Gara    | Jason Ryan    |
| 2020   | Scott Robertson | Scott Hansen    | Mark Jones      | Jason Ryan    |
| 2021   | Scott Robertson | Scott Hansen    | Mark Jones      | Jason Ryan    |
| 2022   | Scott Robertson | Scott Hansen    | Mark Jones      | Jason Ryan    |
| 2023   | Scott Robertson | Scott Hansen    | James Marshall  | Dan Perrin    |
| 2024   | Rob Penney      | Tamati Ellison  | James Marshall  | Dan Perrin    |
| 2025   | Rob Penney      | Matt Todd       | James Marshall  | Dan Perrin    |